# Свёнтники-Гурне
Свёнтники-Гурне (пол. Świątniki Górne) — город в Польше, входит в Малопольское воеводство, Краковский повят. Имеет статус городско-сельской гмины. Занимает площадь 4,44 км². Население — 2280 человек (на 2013 год).

## Население
По состоянию на 2013 год в городе проживало 2280 человек.
| 2004 | 2013 |
| ---- | ---- |
| 2101 | 2280 |

| Перепись  | Всего   | Всего | Женщины | Женщины | Мужчины | Мужчины |
| --------- | ------- | ----- | ------- | ------- | ------- | ------- |
| Единицы   | человек | %     | человек | %       | человек | %       |
| Население | 2280    | 100   | 1152    | 50,52   | 1128    | 49,48   |

## Достопримечательности
- Церковь святого Станислава. Памятник культуры Малопольского воеводства[3].